# La Nuit et le Moment (film)
Pour plus de détails, voir Fiche technique et Distribution.
La Nuit et le Moment (The Night and the Moment) est un film britannico-italiano-français réalisé par Anna Maria Tatò, sorti en 1994.

## Synopsis
Une marquise fait venir un écrivain libertin et lui demande de lui raconter son passé, ignorant qu'à une époque ils ont été tous deux prisonniers au même endroit.

## Fiche technique
- Titre original : The Night and the Moment
- Titre français : La Nuit et le Moment
- Titre italien : La notte e il momento
- Réalisation : Anna Maria Tatò
- Scénario : Anna Maria Tatò et Jean-Claude Carrière, d'après La Nuit et le moment ou les matines de Cythère : dialogue de Crébillon fils
- Direction artistique : Arianna Attaom, Richard Cunin, François de Lamothe
- Décors : Chantal Giuliani
- Costumes : Gabriella Pescucci
- Photographie : Giuseppe Rotunno
- Son : Franco Patrignani
- Montage : Ruggero Mastroianni
- Musique : Ennio Morricone
- Production : Boudjemaa Dahmane, Pierre Novat
- Production déléguée : Cléo Daran, Jean-Pierre Fayer, Ernst Goldschmidt, Philippe Martinez
- Production associée : Marina Gefter, Bernard Vilgrain
- Production exécutive : fMichel Nicolini
- Société de production :  Arthur Pictures,  Cecchi Gori Group (it),  SFP
- Société de distribution :  MKL Distribution
- Pays de production :  Royaume-Uni,  Italie,  France
- Langue originale : anglais
- Format : couleur — 35 mm
- Genre : érotique
- Durée : 90 minutes
- Dates de sortie :
  - Italie : 4 septembre 1994 (Mostra de Venise)
  - France : 5 juillet 1995

## Distribution
- Ivan Bacciocchi : le gardien de prison
- Jean-Claude Carrière : le gouverneur
- Axelle Cummings : la servante de la marquise
- Willem Dafoe : l'écrivain
- Clifford De Spenser : le marquis
- Pascale Dinizani : une aristocrate
- Lena Olin : la marquise
- Miranda Richardson : Julie
- Carole Richert : Armande
- Christine Sireyzol : Justine
- Guy Verame : un officiel

## Distinctions

### Nominations
- 1996 : nomination de Gabriella Pescucci pour le Ruban d'argent des meilleurs costumes